# دائرة بوقيراط
دائرة بوقيراط إحدى دوائر الجزائر التابعة لولاية مستغانم. عاصمتها هي بوقيراط تشتهر بالزراعة وتضم بلديات بوقيراط والصفصاف السوافلية وسيرات.
تحد دائرة بوقيراط من الغرب بلدية سيرات ومن الجنوب بلدية الغمري من ولاية معسكر ومن الشرق بلدية يلل التابعة لولاية غليزان ويحدها من الشمال بلدية السوافلية والصفصاف وهي ثاني أكبر دائرة في مستغانم.

## قائمة الهياكل الشبانية في الدائرة
- مركب رياضي جواري بوقيراط الشهيد بويش أحمد
- دار الشباب سوافلية بلبيوض محمد